# Glomfjord
Glomfjord är en tätort och kyrkby i Meløy kommun i Nordland fylke i norra Norge. Orten ligger vid fylkesväg 17, på den norra sidan av Glomfjorden. Här finns Glomfjords kyrka.

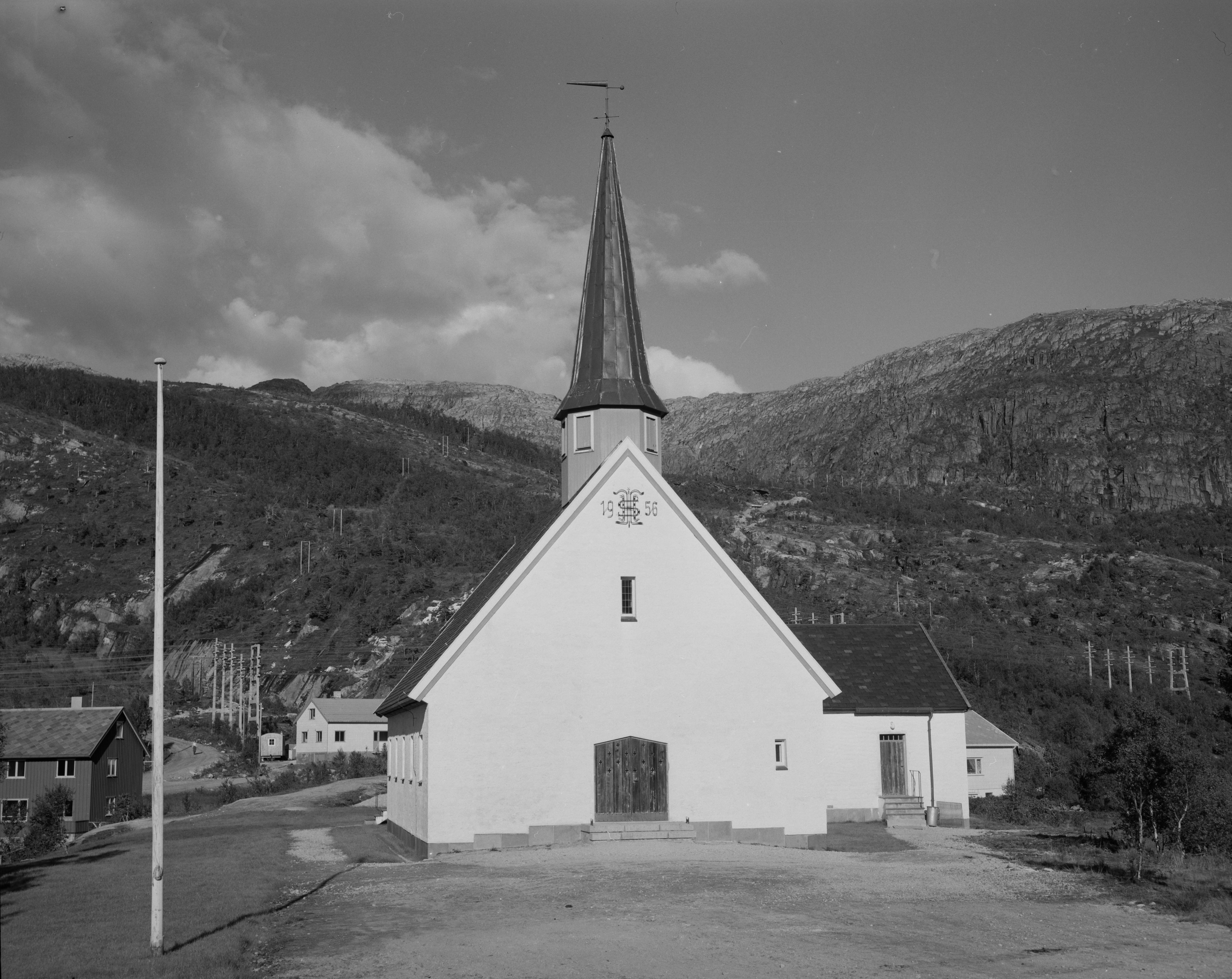
Glomfjords kyrka.